# Новий Витків
Нови́й Виткі́в — село в Україні, у Радехівській міській громаді Шептицького району Львівської області.

## Географія
Розташоване на рівнині Малого Полісся, біля північно-західних схилів Волинської височини. Поверхня — низовинна, мандрована (піщанці і глинясті простори, чорноземні з крейдяними підкладами), рівнина.
Пересічна температура січня — 0-4,6 градусів С°, пересічна температура липня + 19,2-+25 градусів С°. Значна частина днів року (154–162) має середню температуру +10 градусів С°. Опадів на рік 576–628 мм, переважна більшість їх випадає у теплий період року. Висота снігового покриву взимку 16-22 см. Село розташоване у вологій помірно-теплій зоні, висота над рівнем моря — вище 200 м.

## Історія

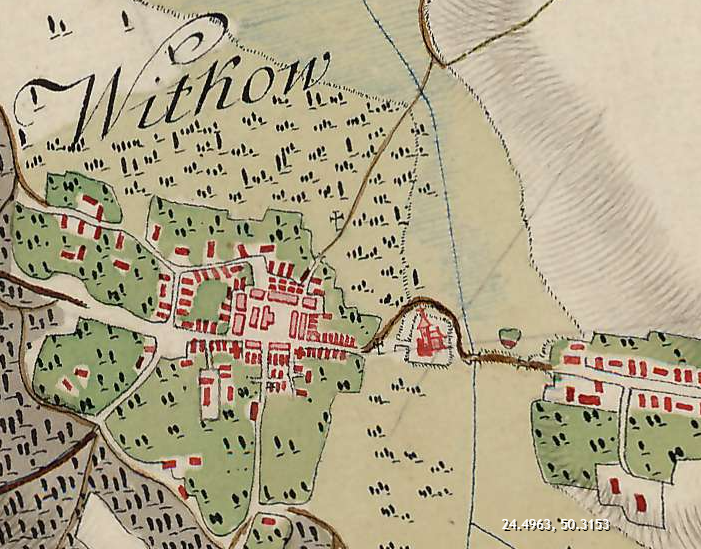
Колись 250 років тому "ідеальне" місто Витків. Мапа фон Міга, Австрія 1780-ті

Село Витків виникло над річкою Бужок край стародавнього шляху, на схилах піщаних дюн, що піднімаються над заболоченою низовиною. Перша згадка про село датується 1469 роком. Люстрація 1752 року свідчить, що у містечку (належало Францу Салезію Потоцькому) навколо ринкової площі було 57 будинків. Тут відбувались торги і ярмарки. В час скасування панщини (1848 р.) у Новому Виткові нараховувалося 183 двори, 1634 мешканці. У Новому Виткові в XIX столітті була однокласна, пізніше — двокласна школа. Згідно з шематизмом 1862 року місцеву народну школу відвідувало 32 хлопці і 20 дівчат. В 1893 році із 305 дітей шкільного віку тут навчалося 254, а в 1903 році у Новому Виткові існувала чотирикласна народна школа з польською мовою навчання. Середню школу у Новому Виткові відкрито 1948 року, нове приміщення школи збудоване 1986 року.
Наприкінці XIX століття містечко користувалося власною печаткою з гербом — зображенням Ока Божого в сяйві, з написом польською мовою: «Urząd gminny w Witkowie Nowym» (примірники цієї печатки відомі з фондів ЦДІА України у Львові).

## Населення
Станом на 01.01.2007 р. в селі Новий Витків було 407 дворів, з них наявних 375 господарств. Кількість населення — 1186 чол.

## Економіка
На території Нововитківської сільської ради знаходиться господарство ПОСП «Відродження», яке орендує близько — 350 га земель сільськогосподарського призначення у власників середніх земельних часток.
Також працюють 17 підприємців та 7 торгових точок.

## Соціальна сфера
- ЗОШ І—III ступенів, в якій навчається 305 учнів;
- дитячі ясла-садок, який відвідують 26 дітей;
- лікарська амбулаторія; аптека;
- відділення зв'язку
- філія Ощадбанку;
- Народний дім на 250 місць;

## Релігія
У селі є 2 чинні церкви:
- Вознесіння Господнього, УГКЦ. Збудована у 1910 році.
- Преображення Господнього, УГКЦ. Збудована у 1738 році.
- 3 цвинтаря загальною площею 2,2 га.

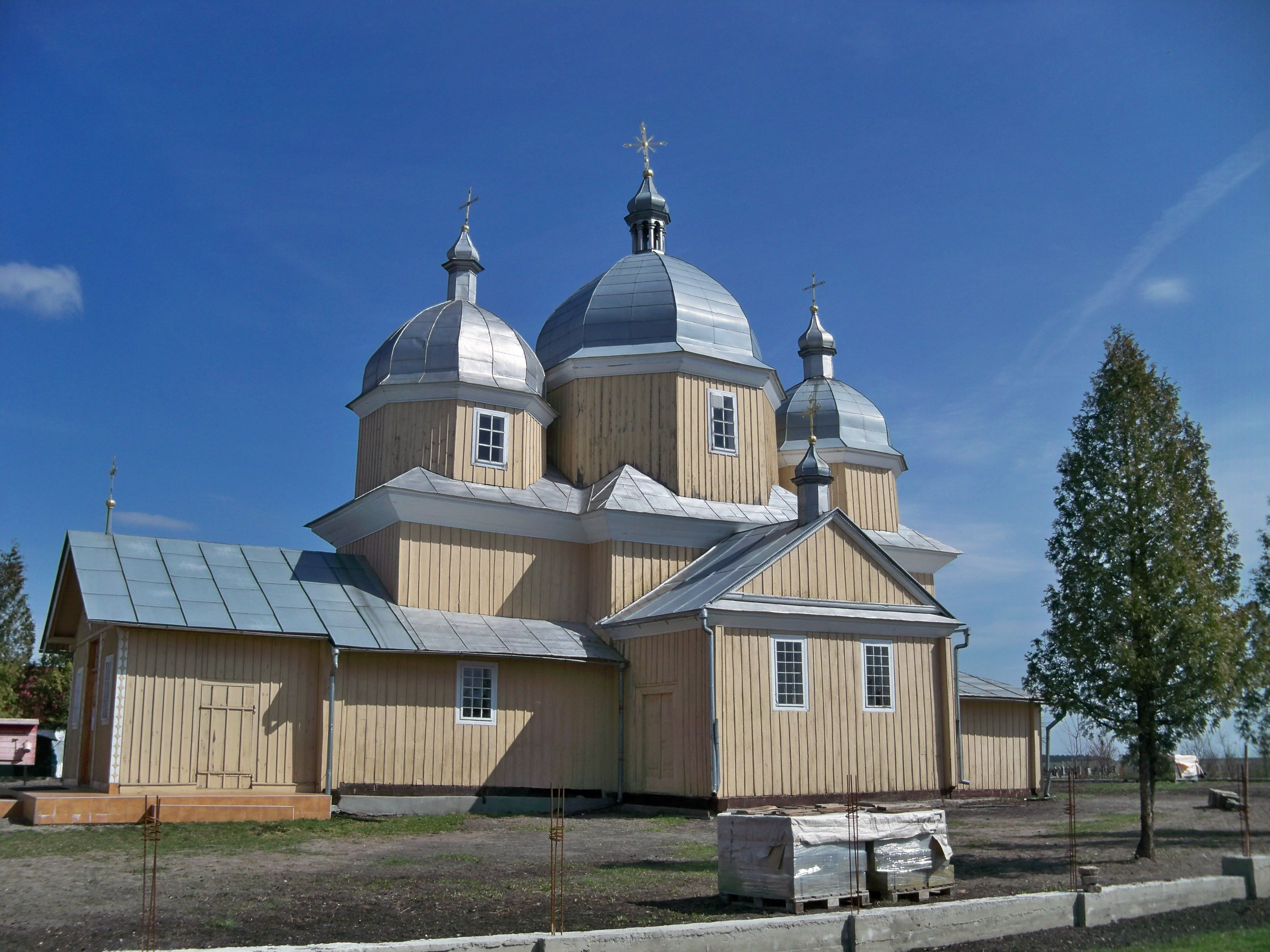
Церква Преображення Господнього
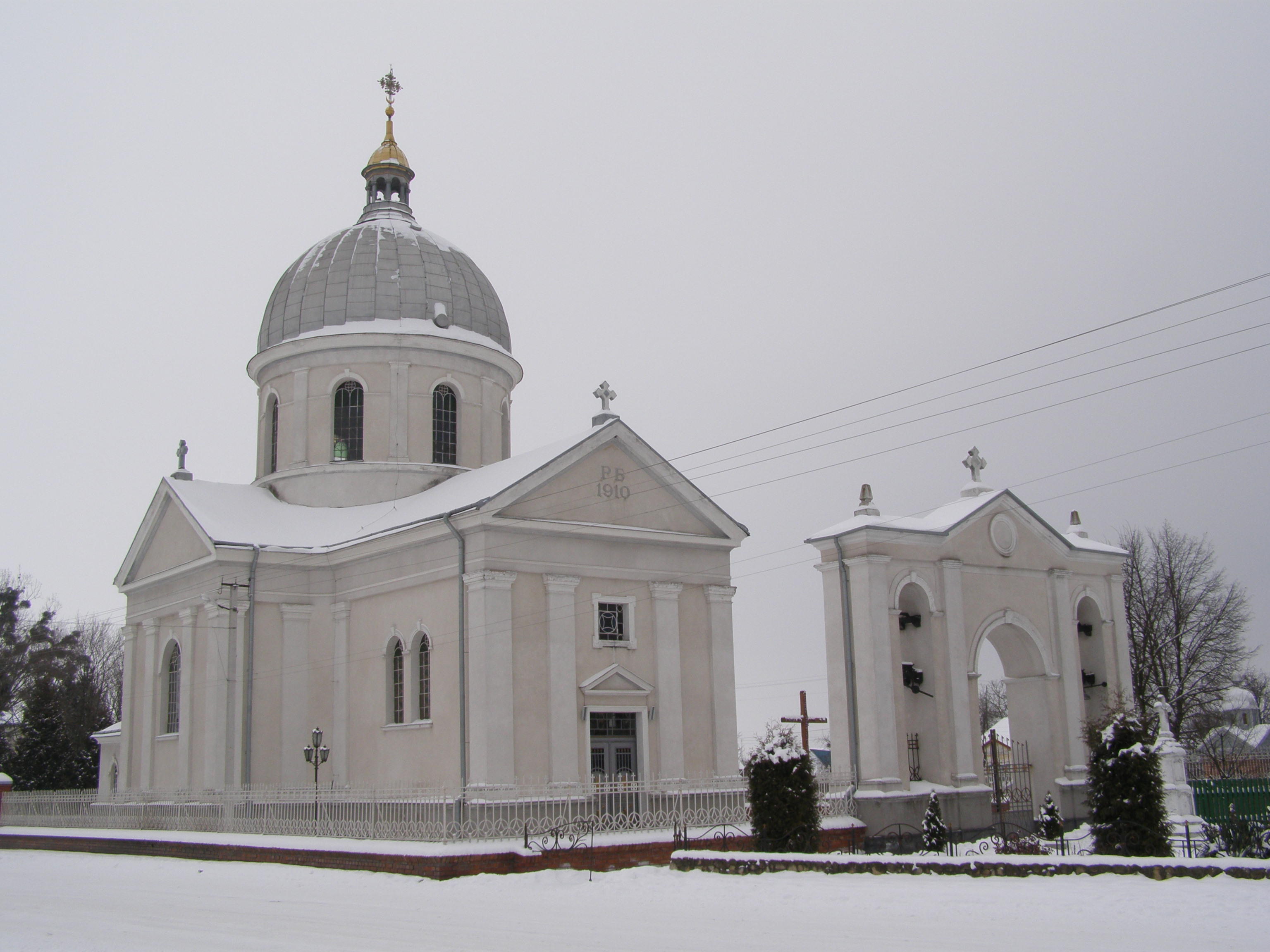
Церква Вознесенський Господнього

## Люди
- Білецький Василь — український педагог, активний діяч «Просвіти»,
- Білоус Орест Теофільович — художник,
- Білоус Михайло Іванович — український видавець, громадсько-політичний і культурно-освітній діяч,
- Білоус Теодор — український громадський, культурно-освітній діяч, педагог, директор гімназії,
- Дзьобан Олександр Онуфрійович (1931—2022) — український бібліограф, археограф.
- Рудольф Вацек — Президент футбольного клубу «Погонь» (Львів), засновник «Полонії» (Битом), перший велотурист,
- Карплюк Володимир Андрійович — кандидат технічних наук, член-кореспондент Міжнародної Академії Інженерних Наук (МАІН),
- Орест Карплюк (1912—2001) — український церковний діяч, священник УГКЦ, василіянин, душпастир у Бразилії та в Аргентині, будівничий церков та активний учасник українського культурного життя в діаспорі. Уродженець Старого Виткова.
- Ґертруда Коморовська, ймовірно,[2] похована в містечку.[3]
- Коць Сергій Ярославович — професор, доктор біологічних наук,
- Мишуга Олександр Пилипович — оперний співак,
- Мишуга Лука — український історик, державний і громадський діяч, журналіст,
- Озіяш Шехтер — член КПЗУ, батько польського журналіста Адама Міхніка,[4]
- Саболта Володимир Григорович — український балетмейстер, педагог, хореограф, директор Львівської державної хореографічної школи. Заслужений діяч мистецтв України. Заслужений артист України,
- Сполітакевич Володимир — громадський діяч у США, греко-католицький священик.

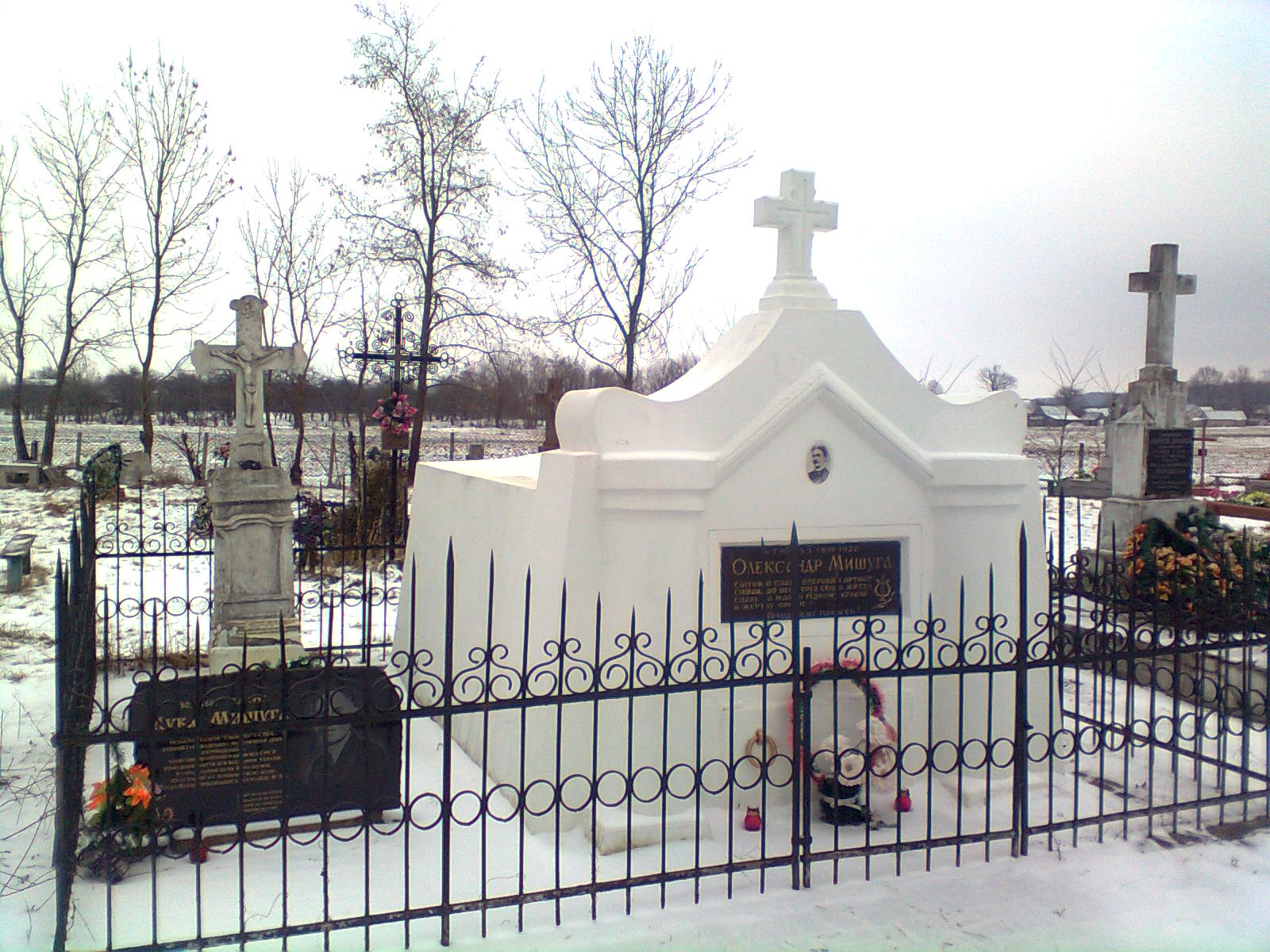
Могила оперного співака Олександра Мишуги
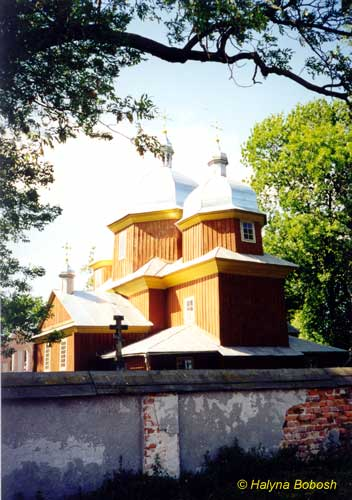